# Uloborus bigibbosus
Uloborus bigibbosus es una especie de araña araneomorfa del género Uloborus, familia Uloboridae. Fue descrita científicamente por Simon en 1905.
Habita en India.